# Love You to Pieces
Albums de Lizzy Borden
Menace to Society
(1986)
Love You to Pieces est le premier album studio du groupe Lizzy Borden, sorti en 1985 sous le label Metal Blade Records.

## Composition du groupe
- Lizzy Borden - chants
- Tony Matuzak - guitare
- Gene Allen - guitare
- Mike Davis - basse
- Joey Scott Harges - batterie

## Liste des titres

### Face-A
| No | Titre                   | Auteur                                                                | Durée |
| -- | ----------------------- | --------------------------------------------------------------------- | ----- |
| 1. | Council for the Caldron | Lizzy Borden, Tony Matuzak, Gene Allen, Joey Scott Harges, Mike Davis | 3:13  |
| 2. | Psychopath              | Lizzy Borden, Gene Allen                                              | 3:38  |
| 3. | Save Me                 | Lizzy Borden, Tony Matuzak                                            | 4:05  |
| 4. | Red Rum                 | Lizzy Borden, Tony Matuzak, Gene Allen, Joey Scott Harges, Mike Davis | 3:53  |
| 5. | Love You to Pieces      | Lizzy Borden, Tony Matuzak                                            | 4:29  |

### Face-B
| No  | Titre          | Auteur                                                                | Durée |
| --- | -------------- | --------------------------------------------------------------------- | ----- |
| 6.  | American Metal | Lizzy Borden                                                          | 5:54  |
| 7.  | Flesheater     | Lizzy Borden, Tony Matuzak, Gene Allen, Joey Scott Harges, Mike Davis | 4:52  |
| 8.  | Warfare        | Lizzy Borden, Tony Matuzak                                            | 3:49  |
| 9.  | Godiva         | Lizzy Borden, Tony Matuzak, Gene Allen, Joey Scott Harges, Mike Davis | 2:29  |
| 10. | Rod of Iron    | Lizzy Borden, Tony Matuzak                                            | 4:31  |